# Bruno Valdez
Bruno Amílcar Valdez, né le 6 octobre 1992 à Fernando de la Mora, est un footballeur international paraguayen. Il évolue au poste de défenseur central au Cerro Porteño, en prêt de Boca Juniors.

## Carrière
Bruno Valdez débute en sélection du Paraguay le 6 juin 2015, contre le Honduras.

## Statistiques

### Générales
| Saison                | Club                  | Championnat           | Championnat | Championnat | Coupe(s) nationale(s) | Coupe(s) nationale(s) | Compétition(s) continentale(s) | Compétition(s) continentale(s) | Compétition(s) continentale(s) | Paraguay | Paraguay | Total | Total |
| Saison                | Club                  | Division              | M.          | B.          | M.                    | B.                    | Comp.                          | M.                             | B.                             | M.       | B.       | M.    | B.    |
| 2011                  | Sol de América        | División Profesional  | 3           | 0           | 0                     | 0                     | -                              | -                              | -                              | -        | -        | 3     | 0     |
| 2012                  | Sol de América        | División Profesional  | 34          | 2           | 0                     | 0                     | -                              | -                              | -                              | -        | -        | 34    | 2     |
| 2013                  | Sol de América        | División Profesional  | 41          | 1           | 0                     | 0                     | -                              | -                              | -                              | -        | -        | 41    | 1     |
| 2014                  | Sol de América        | División Profesional  | 18          | 2           | 0                     | 0                     | -                              | -                              | -                              | -        | -        | 18    | 2     |
| Sous-total            | Sous-total            | Sous-total            | 96          | 5           | 0                     | 0                     | -                              | -                              | -                              | -        | -        | 96    | 5     |
| 2014                  | Cerro Porteño         | División Profesional  | 16          | 2           | 0                     | 0                     | CS                             | 5                              | 0                              | 0        | 0        | 21    | 2     |
| 2015                  | Cerro Porteño         | División Profesional  | 35          | 2           | 0                     | 0                     | CL                             | 2                              | 0                              | 9        | 0        | 46    | 2     |
| 2016                  | Cerro Porteño         | División Profesional  | 9           | 0           | 0                     | 0                     | CL                             | 6                              | 0                              | 1        | 0        | 16    | 0     |
| Sous-total            | Sous-total            | Sous-total            | 60          | 4           | 0                     | 0                     | -                              | 13                             | 0                              | 10       | 0        | 83    | 4     |
| 2016                  | Club América          | Liga MX               | 32          | 4           | 0                     | 0                     | -                              | -                              | -                              | 3        | 0        | 35    | 4     |
| Sous-total            | Sous-total            | Sous-total            | 32          | 4           | 0                     | 0                     | -                              | -                              | -                              | 3        | 0        | 35    | 4     |
| Total sur la carrière | Total sur la carrière | Total sur la carrière | 157         | 0           | 0                     | 0                     | -                              | 13                             | 0                              | 13       | 0        | 183   | 0     |

### Buts internationaux
| 0   | Date         | Lieu                                             | Compétition                       | Résultat | Adversaire | Détail | Détail     | Détail | Sél. |
| --- | ------------ | ------------------------------------------------ | --------------------------------- | -------- | ---------- | ------ | ---------- | ------ | ---- |
| 1er | 24 mars 2017 | Estadio Defensores del Chaco, Asuncion, Paraguay | Éliminatoires Coupe du monde 2018 | V 2-1    | Équateur   | 12e    | de la tête | 1-0    | 16e  |